# Augusto Moisés Alcrudo
Augusto Moisés Alcrudo Solórzano (La Puebla de Alfindén, 1892-Valdespartera, 1936) fue un médico y anarcosindicalista español, fusilado durante la guerra civil española.

## Biografía

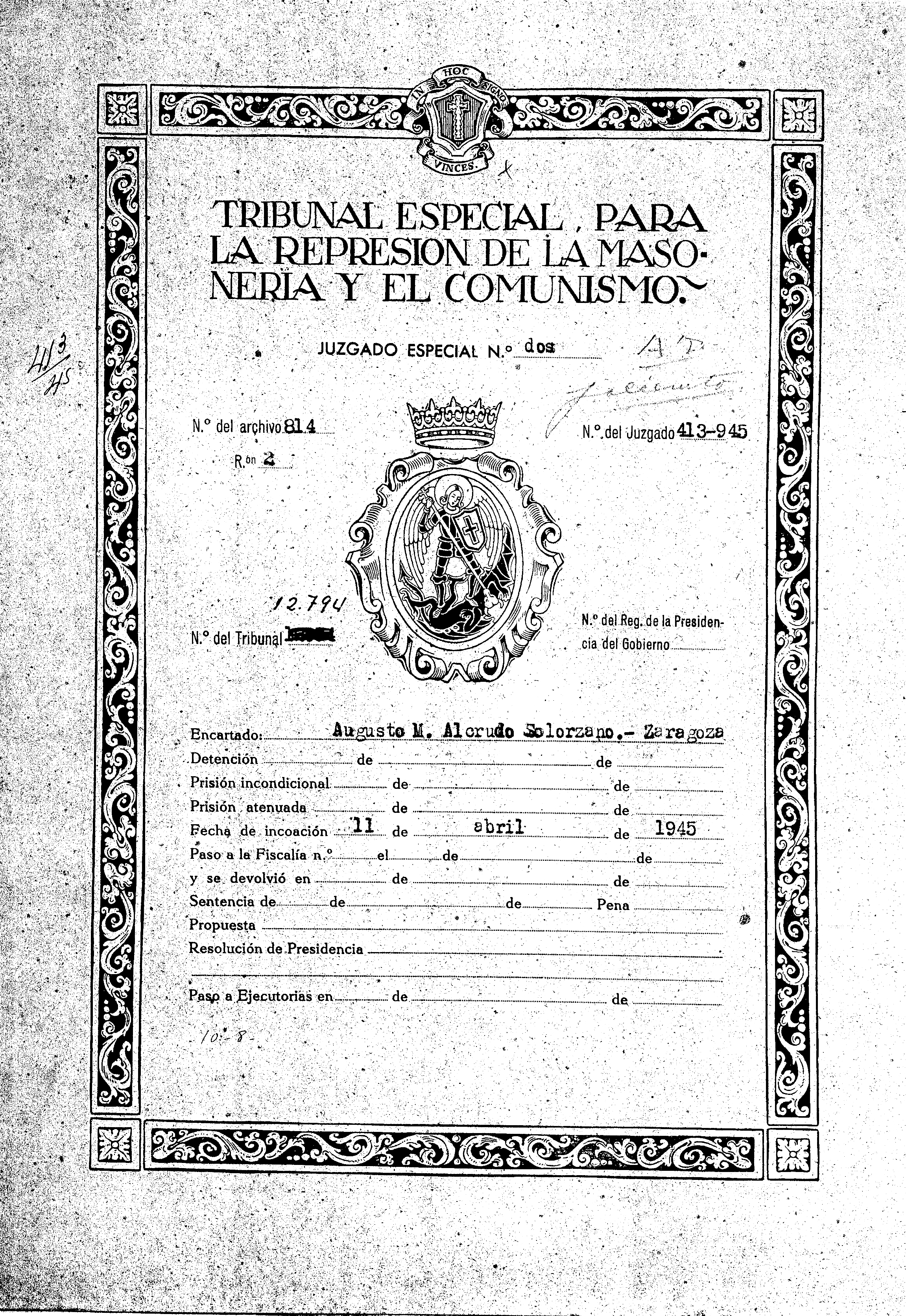
Tribunal Especial para la Represión de la Masonería y el Comunismo. Expediente del encartado Augusto M. Alcrudo Solorzano, incoado el 11 de abril de 1945.

Nacido el 8 de enero de 1892 en la localidad zaragozana de La Puebla de Alfindén, era hermano del también médico Miguel José Alcrudo. Médico y miembro de la CNT, colaboró con publicaciones periódicas como Paraninfo, Ideal  de  Aragón, Independencia, Estudios, CNT, Solidaridad Obrera, Cultura y Acción y Tierra y Libertad, entre otras. Fue miembro de la masonería y participó en la insurrección anarquista de diciembre de 1933. Fue fusilado el 30 de septiembre de 1936 en Valdespartera.